# كول هاميلز
كول هاميلز (مواليد 27 ديسمبر 1983) هو لاعب كرة القاعدة أمريكي يلعب في نادي لوس أنجلوس دودجرز.